# (400346) 2007 VT47
(400346) 2007 VT47 es un asteroide perteneciente al cinturón de asteroides descubierto el 1 de noviembre de 2007 por el equipo del Spacewatch desde el Observatorio Nacional de Kitt Peak, Arizona, Estados Unidos.

## Designación y nombre
Designado provisionalmente como 2007 VT47.

## Características orbitales
2007 VT47 está situado a una distancia media del Sol de 2,569 ua, pudiendo alejarse hasta 2,934 ua y acercarse hasta 2,204 ua. Su excentricidad es 0,141 y la inclinación orbital 4,521 grados. Emplea 1504,58 días en completar una órbita alrededor del Sol.

## Características físicas
La magnitud absoluta de 2007 VT47 es 17,1. 